# Марія Б'янка Чита
Марія Б'янка Чита (італ. Maria Bianca Cita, 12 вересня 1924 — 12 серпня 2024) — італійська геологиня та палеонтологиня.

## Біографія
Народившись у Мілані, вона закінчила геологічний факультет Міланського університету 1946 року. Згодом викладала там мікропалеонтологію, фізичну географію, інженерну геологію, геологію та стратиграфію, а 1973 року стала професором, викладаючи мікропалеонтологію, геологію та морську геологію по черзі. З 1982 по 1988 рік очолювала кафедру наук про Землю Міланського університету.
Чита розпочала свої дослідження як геолог-землекоп і здобула ступінь викладача геології в 1955 році, провівши геологічне дослідження італійської долини Валь-Феррет (Валле-д'Аоста). Як докторантка, вона була першою в Італії, хто дослідив використання планктонних форамініфер для біологічних цілей.
Геологічна служба доручила їй, у співпраці з Аугусто Аццаролі, переглянути стратиграфічну класифікацію італійських формацій відповідно до сучасних концепцій та скласти перший кодекс стратиграфічної номенклатури.
На початку 1970-х Марія Б'янка Чита на борту судна «Гломар Челленджер» під час експедиції в Середземному морі вперше систематично задокументувала та пояснила геологічне явище, відоме як Мессінська криза солоності. Ця криза, що тривала 630 000 років (5,96—5,33 млн років тому), спричинила висихання Середземного моря та утворення значних соляних відкладень. Теорія Чіти пояснила численні геологічні аномалії Середземномор'я, що раніше не мали пояснення.
На судні «Glomar Challenger», а також на інших океанографічних суднах («Jean Charcot», «Estward») та на підводному човні «Alvin» брала участь в численних океанографічних експедиціях у Північній Атлантиці. Тут вона досліджувала уступи Багамських островів та каньйони Нової Англії. Ці експедиції призвели до важливих відкриттів щодо розвитку пасивних континентальних окраїн.
Вона є автором понад 200 статей з мікропалеонтології, стратиграфії, палеокліматології, палеоокеанографії та морської геології, а також входила до редакційних колегій журналів з мікропалеонтології, геології, океанографії та стратиграфії.
1992 року вона очолювала науковий комітет Європейського наукового фонду з Програми буріння океану. З 1989 по 1990 рік була першою жінкою-президентом Італійського геологічного товариства, а з 1994 по 1997 рік — президентом Італійської асоціації досліджень четвертинних періодів.
1986 року Чита отримала премію Фельтрінеллі від Accademia dei Lincei, а 1987 року стала почесним членом Геологічного товариства Америки. 1996 року її було нагороджено медаллю Френсіса П. Шепарда за морську геологію.
Чита померла 12 серпня 2024 року у віці 99 років.